# Maníaco da Bicicleta
Laerte Patrocínio Orpinelli (Araras, 1952 – Iaras, 2013), conhecido vulgarmente como Maníaco da Bicicleta, Homem do Saco ou Monstro de Rio Claro, foi um assassino em série brasileiro que chegou a admitir ter cometido mais de 100 homicídios. 10 das vítmas incluem crianças, matando-as com requintes de crueldade em quatro cidades do interior de São Paulo, sendo Rio Claro a cidade com maior ocorrência de óbitos. Os crimes perduraram entre o início da década de 1970 e o final da década de 1990. 

## Biografia

### Infância e adolescência
Laerte nasceu na cidade de Araras, interior de São Paulo. Era o sétimo filho de uma família de nove irmãos. Possuía um comportamento agressivo com a família, vizinhos e, sobretudo, com a própria mãe. Esta, por sua vez, na tentativa de puni-lo, o amarrava ao pé da mesa, o que só provocava ainda mais sua ira. 
No início da adolescência, começou a viciar-se em bebidas alcoólicas, o que, com o tempo, se transformou em alcoolismo. Esta seria a causa principal de diversas internações, sendo a mais longa com duração de cinco anos na Clínica Psiquiátrica Antonio Luiz Sayão, em sua cidade natal.  

### Vida adulta
Laerte era um andarilho. Durante muito tempo viveu de cidade em cidade na região norte do Estado de São Paulo, onde oferecia serviços de aplicação de graxa em portas de bares ou estabelecimentos comerciais. Sempre descuidado em relação a seu aspecto, sujo e maltrapilho, sem despertar suspeitas, simplório e de jeito rústico, aqueles que o conheciam nem imaginavam o que escondia por trás de tudo. Possuía um caderno onde anotava as datas e as cidades por onde passava. Mais tarde, o mesmo caderno foi utilizado pela polícia para determinar a compatibilidade dos momentos dos crimes com o maníaco.
No início da década de 1990, a população de Rio Claro ainda se recuperava de uma série de crimes bárbaros cometidos contra crianças, cuja autoria era de Francisco de Marco - vulgo Chico Vidraceiro - acusado de matar quatro crianças na década de 1980. Em virtude disso, à medida que as crianças desapareciam da cidade, tendo suas ossadas encontradas meses depois (a maioria no Horto Florestal de Rio Claro), a população logo atribuiu as mortes ao assassino anterior, preso desde 1984. A cidade de Rio Claro passou a ficar alerta, o que gerou uma cautela maior no sentido de proteger as crianças da cidade.

## Crimes
Laerte utilizava uma bicicleta vermelha (por isso o pseudônimo de Maníaco da Bicicleta). Quando chegava a uma cidade nova, logo procurava saber das condições, identificava um alvo e até descobria se uma criança costumava brincar longe dos pais. 
Em alguns casos, o criminoso se fazia amigo dos pais da possível vítima, tornando mais fácil convencer as crianças a segui-lo. Quando já longe da supervisão dos responsáveis, as crianças presumiam ser Laerte um conhecido dos pais e não manifestavam muito receio a aceitarem o convite. Ainda para convencê-los, Laerte oferecia-lhes balas e doces. Com a promessa de oferecer muito mais doces guardados em sua casa, dava carona em sua bicicleta e assim guiava os menores a lugares ermos, que variavam de bosques até abrigos abandonados onde as violava em seguida.
Uma vez com o domínio da criança, Laerte se transformava em um agressor possuído pela raiva. Atacava com brutalidade, violentava, torturava e por fim, matava por agressões físicas ou estrangulamento. Também usava pedras e deixava os corpos expostos ou enterrados parcialmente. Chegou a afirmar que havia bebido o sangue de algumas das vítimas já mortas. Quando interrogado, também afirmou ser influenciado por um espírito maligno que o fazia a todo custo perseguir e matar crianças. Ao mesmo tempo atribuía os delitos ao seu alcoolismo, alegando que quando “tomava algumas” ficava fora de si.

Em entrevista à revista Isto É, ao ser indagado sobre o porquê matava criança, Orpinelli respondeu:
"Eu gosto de ver o corpinho delas. Gosto da beleza que elas têm. Quando bebo incorporo o Satã, fico nervoso e sinto esse desejo. Sinto prazer em vê-las aterrorizadas.
As vítimas eram todas crianças de classe média baixa, na faixa de 3 a 11 anos e de ambos os sexos. As cidades onde o maníaco cometia crimes também eram próximas umas das outras. Ao certo, Orpinelli fez vítimas fatais em Rio Claro, Monte Alto, Pirassununga e Franca, embora haja possibilidade de ocorrências em outros municípios, pelo fato dele ter confessado crimes dessa natureza em outras cidades da região.
Segundo a revista Manchete, Laerte Orpinelli teria cometido seu primeiro crime aos 19 anos, nos anos 1970. Entretanto, não indicou a localização de ossadas de crimes anteriores à década de 1990. 

## Investigação
Foi necessário muito tempo para identificação do criminoso, uma vez que, os crimes relacionados a menores cresciam cada vez mais e não havia pistas. Entretanto, em dezembro de 1998, em Rio Claro, a polícia recebeu uma denúncia sobre um indivíduo que havia sido visto agarrando duas menores. Após deterem o suspeito, ele foi liberado, abrindo-se apenas um boletim de ocorrência. 
Embora o caso parecesse encerrado ali, a delegada Sueli Isler Batelochi, que atuava em outro departamento, se interessou e, com base nas informações prestadas pelo suspeito quando foi detido, visitou o local indicado na ficha como sua moradia e, a partir daí, teve acesso a informações importantes que garantiram um ponto inicial na busca pelo homicida. Contudo, só em 1999 a delegada teve permissão para se dedicar ao caso (que era de competência de outro delegado especialista). Assim, pôde relatar as informações obtidas pelos familiares e divulgar um nome e retrato falado a outras delegacias regionais acerca do suspeito Laerte Patrocínio Orpinelli. Logo, jornais e outros meios de comunicação também transmitiam informações acerca do criminoso.

## Prisão e julgamento
Em 10 de janeiro de 2000, Laerte estava na cidade de Itu e passou a noite no Albergue Noturno de Itu, local onde se hospedam moradores de rua e indigentes. Lá se hospedou por três noites, seguindo viagem para o município de Leme, onde foi preso num posto de gasolina em uma operação realizada pela Polícia Militar. 
Após confessar onze assassinatos, Laerte indicou a localização das ossadas para a Polícia Civil, tanto na cidade de Rio Claro, quanto em cidades vizinhas onde assumiu ter cometido crimes. Entretanto, não foram encontrados restos mortais em alguns dos locais apontados.
Além disso, delelgados de outras cidades buscaram verificar se Orpinelli teria sido autor de crimes ocorridos mesmo em décadas anteriores, baseados no histórico de sua passagem por esses lugares. Como exemplo, toma-se o caso da menina Mara Lúcia Vieira, morta em 1970 em Bauru, e da menina Renata Helena Lobrigatti, desaparecida em 1997 em Araraquara . Sua participação nesses crimes nunca foi provada. 
Laerte foi a júri em 2001 e em 2008 foi condenado a penas acumuladas nas cidades onde ocorreram os crimes.

## Vítimas confirmadas

#### Osmarina Pereira Barbosa, 10 anos
Marina, como era conhecida, foi abordada por Laerte em 17 de janeiro de 1990, no bairro de Santa Maria, Rio Claro. Estava junto a seu primo, José Fernando. Laerte a levou a um canavial, onde ela foi estuprada e espancada até a morte. Sua ossada foi achada em setembro do mesmo ano. Laerte foi condenado a 15 anos de prisão em 2008 pelo assassinato.

#### José Fernando de Oliveira, 9 anos
José Fernando de Oliveira foi morto junto a sua prima Marina. Laerte conta que matou primeiramente Marina e em seguida espancou José Fernando até a morte. Em interrogatório, o assassino afirmou que o garoto demorou mais para morrer que a prima. Laerte foi condenado a 15 anos de prisão em 2008 pelo assassinato de José Fernando.

#### Aline Cristina dos Santos Siqueira
No dia 28 de agosto de 1996, Aline Cristina dos Santos Siqueira desapareceu em Rio Claro. Segundo relatos, foi vista pela última vez ao lado de um indivíduo montado numa bicicleta. Laerte confessou que raptou e matou a menina, embora o corpo dela nunca tenha sido encontrado.

#### Edson Silva de Carvalho, 11 anos
Em 26 de maio de 1998, Edson desapareceu da cidade de Monte Alto, tendo seu corpo sido achado numa casa abandonada, já em avançado estado de decomposição. Foi a primeira vítima de Laerte fora de Rio Claro. Segundo Laerte, na tentativa de violar sexualmente a criança, esta gritou em desespero, desencadeando a raiva do criminoso que, em fúria, bateu a cabeça da criança contra a parede, causando morte instantânea. Por esse crime, Laerte foi condenado em 2001 a 18 anos de prisão.

#### Crislaine dos Santos Barbosa, 3 anos
A vítima mais nova até o momento, Crislaine foi raptada em Pirassununga, cidade do interior de São Paulo. Além disso, o crime teve outro diferencial que foi o fato do criminoso adentrar a casa da vítima para raptá-la (já que sempre abordava suas vítimas na rua). Em interrogatório, Laerte conta que na noite de 25 de abril de 1999, seguiu a mãe da menina até a casa dela e, sem ser notado, esperou o momento oportuno: sabia que a mãe de Crislaine logo sairia de casa. A mãe da criança a deixara dormindo no sofá da sala e saiu deixando a porta encostada. Quando retornou algum tempo depois a menina já havia sumido. Nos meses seguintes ao desaparecimento, foi encontrada uma ossada compatível com a criança em um canavial, nos fundos de um motel. Por esse crime confesso, Laerte foi condenado em 2001 a 16 anos de prisão pela justiça de Pirassununga.

#### Jéssica Alves Martins, 9 anos
Jéssica foi raptada por Laerte na cidade de Franca, interior de São Paulo, em 21 de novembro de 1999. Após praticar o estupro, Laerte estrangulou a criança, sendo o corpo da vítima achado dois dias depois. Julgado em 2001 por mais esse crime, Laerte foi condenado a 27 anos de prisão.

## Morte
Em 16 de janeiro de 2013, a Secretaria de Administração Penitenciária (SAP) de São Paulo informou que, após transferência, o criminoso havia sido encontrado morto pelos carcereiros da Penitenciária Orlando Brando Filinto de Iaras. Laerte morreu de causas naturais, devido ao histórico de diabetes e hipertensão. 